# Drosophila fuscifrons
Drosophila fuscifrons är en tvåvingeart som beskrevs av Elmo Hardy 1965. Drosophila fuscifrons ingår i släktet Drosophila och familjen daggflugor.
Artens utbredningsområde är Hawaii.